# دقماق (آلة)
الدقماق :كتلة من الخشب الصلب جدا كالسنديان على شكل برميل في وسطها تثبت ساق خشبي طويل
- هو مطرقة خشبية تستخدم للطرق على الأدوات القاطعة، مثل الإزميل والمنقار اليدوي
و تستخدم لدق الأخشاب على بعضها البعض.